# Mazuranella
Mazuranella är ett släkte av skalbaggar. Mazuranella ingår i familjen vivlar.
Kladogram enligt Catalogue of Life:
| Mazuranella | \| \| Mazuranella parnassica \| \| \| \| \| \| Mazuranella parnassicola \| \| \| \| |
|             | \| \| Mazuranella parnassica \| \| \| \| \| \| Mazuranella parnassicola \| \| \| \| |
|             | Mazuranella parnassica                                                              |
|             |                                                                                     |
|             | Mazuranella parnassicola                                                            |
|             |                                                                                     |